# Benny James
Benny James (circa 1905 - na 1934) was een Amerikaanse jazzmusicus, die banjo en gitaar speelde.

## Biografie
James werkte vanaf de late jaren 20 in New York, o.a. met Chick Webb's Harlem Stompers en Adelaide Hall & Lew Leslie's Blackbirds Orchestra ("I Must Have That Man“, Brunswick Records, 1928). Vanaf de vroege jaren 30 speelde hij bij de Mills Blue Rhythm Band, tevens nam hij op met King Carter and His Royal Orchestra. In mei 1933 verving hij in het orkest van Duke Ellington gitarist Fred Guy tijdens de opnames van de soundie Bundle of Blues (regie en productie Fred Waller). In de jaren erna speelde hij bij de Mills Blue Rhythm Band en bij Todd Rollins And His Orchestra. In de jazz was hij tussen 1927 en 1934 betrokken bij 31 opnamesessies.